# Die by the Sword
Die by the Sword (с англ. — «Умри от меча») — компьютерная игра, разработанная Treyarch и изданная Tantrum Entertainment (суббренд Interplay Productions) 28 февраля 1998 года. Главное отличие игры в системе управления, которая позволяла игроку независимо управлять движениями героя и его меча; бежать, прыгать и одновременно управлять одной рукой, нанося колющие и режущие удары, а также отбивать удары противника. В то время как много игр имеют похожее двойственное управление, Die by the Sword остаётся уникальной игрой с физически выверенной боевой моделью, учитывающей силу удара. Тем не менее, это также пошло в ущерб игре из-за слишком неудобного управления, что стало основным объектом критики в сторону игры от различных игровых журналов[каких?].

## Сюжет
Сюжетная линия повествует о приключении рыцаря по имени Энрик, чью даму сердца Майю, тоже воительницу, похитили кобольды. Отправившись спасать возлюбленную, рыцарь проходит множество локаций и препятствий : сначала путь лежит через верхние пещеры, где противниками являются кобольды и орки. Далее герой спускается вниз по реке в подземелья, где его ожидает борьба с рыболюдьми. Затем лифт приводит Энрика в шахты, где помимо рабов-кобольдов и воинов-орков его ожидает бой с огром. Шахты ведут в подземную цитадель орков, где возлюбленную героя телепортируют в логово колдуна Растегара, после чего герою предстоит бой с орком-шаманом. Пройдя сквозь логова насекомоподобных монстров «мантисов» и щупалец, Энрик попадает в шахту гномов, а затем в храм, где ему противостоит лавовый монстр и невидимки. Выход из храма ведёт в шахты, откуда герой после нескольких стычек с гномами попадает во дворец Растегара, кишащий скелетами. Обнаружив и отключив хитроумный механизм, Энрик ослабляет колдуна. Когда злодей и рыцарь встречаются лицом к лицу, колдун сначала напускает на героя своего слугу-огра, а сам сбегает в жерло вулкана, где находится заключенная в лёд Майя. Во время последнего боя рыцарь разбивает лёд и освобождает возлюбленную, однако падает без сознания.
Растегар готовится нанести смертельный удар, но Майя, рискуя собой, не дает нанести удар, а Энрик добивает колдуна. В конце концов, герой, отправившийся в путь, жертвуя своей жизнью ради любимой, сам оказывается спасённым ею. После всех приключений Энрик и Майя, используя меч Растегара, переносятся на поверхность, откуда началась игра.

## Арена и Турнир
Помимо сюжетной кампании, включающей тренировочную миссию, игроку предлагается режим игры «Арена». В ней игрок, выбрав одного из восьми персонажей (рыцарь, воительница, воин гномов, мантис, лавовый монстр, скелет, огр и орк), участвует в бою с тремя другими персонажами на небольшой ограниченной локации. Кроме настраиваемого режима «Арена», включающего многопользовательский режим, также доступен режим «Турнир». В нём игроку предстоит пройти серию боёв с заранее указанными противниками, число, сила и искусственный интеллект которых растёт с каждым уровнем и ареной. Победив трёх огров на арене с летающими лезвиями, игрок получает звание чемпиона турнира.